# 卡兰巴卡
卡兰巴卡（希臘語：Καλαμπάκα）是希腊色萨利大区特里卡拉专区迈泰奥拉市镇的市区及城镇，为所属市镇的行政中心。市区面积为277.1平方公里，2021年人口数量为11,492人，同名城镇的人口数量则为8,573人。
迈泰奥拉修道院建筑群位于卡兰巴卡镇附近。卡兰巴卡是原色萨利铁路（现为希臘鐵路組織的一部分）的西北终点站。

## 中文译名
由于希腊语原名有不同的罗马化转写方式，所以中文里也存在不同的译名。《世界地名译名词典》和新华社翻译为卡兰巴卡，《世界地名翻译大辞典》则译为卡兰帕卡（转写形式为）。另外也有不少来源译为卡拉巴卡（转写形式为）。

## 行政
卡兰巴卡原为单独的市镇。2011年地方政府改革时与其他7个市镇合并为面积更大的卡兰巴卡市镇。2018年卡兰巴卡市镇更名为迈泰奥拉市镇，因为当地决定以著名的世界遗产来命名。现在卡兰巴卡为迈泰奥拉市镇里的一个市区、社区及城镇名。